# Choerades auricomata
Choerades auricomata là một loài ruồi trong họ Asilidae. Choerades auricomata được Hermann miêu tả năm 1914.